# Mikhail Rudy
 (août 2022).
Si vous disposez d'ouvrages ou d'articles de référence ou si vous connaissez des sites web de qualité traitant du thème abordé ici, merci de compléter l'article en donnant les références utiles à sa vérifiabilité et en les liant à la section « Notes et références ».
Mikhail Rudy est un pianiste français d'origine russe, né le 3 avril 1953 à Tachkent en RSS d'Ouzbékistan (Union soviétique).

## Carrière
Né en URSS, il passe son enfance dans la ville de Stalino (aujourd'hui Donetsk) en Ukraine. Sa famille est privée de droits civiques. Enfant, il se passionne pour la lecture. Mikhaïl Rudy remporte le Premier Grand Prix du Concours Marguerite-Long à Paris en 1975. Peu de temps après, au cours de sa première tournée, il demande l’asile politique en France. Il travaille avec Paul Paray.
Mikhaïl Rudy a fait ses débuts en Occident avec le Triple Concerto de Beethoven en compagnie de Mstislav Rostropovitch et Isaac Stern à l’occasion des 90 ans de Marc Chagall, un peintre qu’il a toujours admiré et dont il a été proche dans ses dernières années. 
En 1989, il est retourné en Russie pour enregistrer l'émission avec Jacques Chancel le Grand Échiquier
Ses engagements récents comprennent l’Orchestre symphonique de San Francisco, le Musikverein de Vienne, la Grosses Festspielhaus de Salzbourg et Edinburgh avec le Royal Scottish National Orchestra et Walter Weller, le Royal Flemish Orchestra avec Jaap van Zweden et des récitals au Théâtre des Champs-Élysées, au Châtelet et à la Cité de la musique. 
Sa discographie, principalement chez EMI, a reçu le prix de l’Académie du Disque Français. Le Premier Concerto de Chostakovitch avec l’Orchestre Philharmonique de Berlin et le Deuxième Concerto de Chostakovitch avec le London Philharmonic, dirigés par Mariss Jansons, ont reçu le prix allemand « Deutsche Schallplatten Kritik ». D’autres prix lui ont été attribués.
Cette performance a lieu le 19 juin 2015 à l'auditorium du Louvre. 

## Discographie
- Ludwig van Beethoven Hammerklavier / Six Bagatelles op.126 Calliope 6686  (réédition prévue en 2016)
- Johannes Brahms	Klavierstücke op.76, Valses op.39, Rhapsodies op.79 EMI CD 7542332
- Johannes Brahms	Variations & Fugue sur un thème de Haendel Variations sur un thème de Robert Schumann  Thème & Variations d'après le sextuor à cordes no 1 Variations sur un thème hongrois EMI CD 55516
- Johannes Brahms	Fantaisies op.116 Intermezzi op.117 Klavierstücke op.118 Klavierstücke op.119 EMI CD 5551672
- Johannes Brahms	Trois Sonates pour piano & violon, Scherzo WoO2 BMG Classics
- Johannes Brahms	Trio pour piano, clarinette & violoncelle op.11 Sonates pour clarinette & piano n° 1 & 2 EMI CD7544662 Michel Portal (clarinette) Boris Pergamenschikow (violoncelle)
- Frédéric Chopin	Piano sonata N2	 Nocturne no 8 opus 27 n° 2 Nocturne n° 33 opus 48 no 1 24 préludes EMI CD3438312
- Dmitri Chostakovitch Concerto pour piano no 1 (trompette et cordes) Symphonie no 1 EMI CD 5553612 Ole-Edvard Antonsen (trompette) Orchestre Philharmonique de Berlin  Mariss Jansons (direction)
- Dmitri Chostakovitch Concerto pour piano no 2 London Philharmonic Orchestra EMI CD5565912 Mariss Jansons (direction)
- César Franck Sonate pour violon et piano	Erato
- Edward Grieg Sonate pour violon et piano n° 3, op.45 0630-110774-2 Pierre Amoyal (violon)
- Leoš Janáček Sonate (1905), Un sourire, Dans le brouillards Sur un sentier recouvert, Trois danses de Moravie EMI CD 7540942
- Leoš Janáček Presto pour violoncelle et piano /Conte pour violoncelle et piano Capriccio / Concertino pour piano et orchestre Sonate pour violon et piano EMI CD 5555852 Pierre Amoyal (violon) Gary Hoffmann (violoncelle) Solistes de l'Orchestre National de l'Opéra de Paris  Charles Mackerras (direction)
- Franz Liszt Les Jeux d’eau à la Villa d’Este, Valse oubliée nos 1 & 2, Trois Sonnets de Pétrarque (47, 104, 123), Deux études de concert (Murmures de la forêt, Ronde des lutins), Trois Liebesträume, Wagner-Liszt Isoldes Liebestod (Mort d'Isolde)	EMI CD 7498422
- Franz Liszt Sonate en si mineur, Gondole lugubre no 1, Bagatelle sans tonalité Nuages gris Am Grabe Richard Wagner En rêve (nocturne) Ave Maria Csardas obstinée Gondole lugubre no 2 APP C 6685 Calliope (réédition prévue en 2016)
- Olivier Messiaen	Trois des Vingt Regards sur l'Enfant-Jésus (Melodiya)
- Igor Stravinsky Petrouchka Le Chant du Monde
- Modeste Moussorgsky Tableaux d'une Exposition, Une Larme Gopak Rêverie (Calliope CAL1528 - réédition remastérisée 2016)
- Serguei Prokofiev	Visions fugitives / Sonate no 2 	Roméo et Juliette (Melodiya)
- Serguei Rachmaninov

1. Concerto pour piano no 3, Rhapsodie sur un thème de Paganini Orchestre Philharmonique de Saint-Petersburg Mariss Jansons (direction)	EMI CD 758802
2. Concertos pour piano no 1 & 4 Orchestre Philharmonique de Saint-Petersburg Mariss Jansons (direction) EMI CD 5551882
3. Concertos pour piano no 1 & 2 Orchestre Philharmonique de Saint-Petersburg  Mariss Jansons (direction) EMI CD 4835922

- Piotr Ilitch Tchaïkovski Concerto pour piano no 1 Orchestre Philharmonique de Saint-Petersburg  Mariss Jansons (direction)	EMI CD 7542322
- Maurice Ravel Pavane pour une infante défunte / La Valse Miroirs / Gaspard de la Nuit EMI
- Camille Saint-Saëns Le Carnaval des animaux Tzimon Barto (2e piano) Orchestre du capitole de Toulouse  Michel Plasson (direction)	EMI CD 754452  MC 7544654
- Franz Schubert Sonates D. 784 & 537 / Wanderer Fantaisie Two Scherzi 	EMI
- Robert Schumann 5 Pièces pour violoncelle & piano op.102 Adagio & Allegro pour violoncelle & piano op.703 Romances pour clarinette et piano op.94, Phantasiestücke pour clarinette et piano op.73, Märchenerzählungen pour clarinette, alto & piano op.132, Märchenbilder pour alto & piano op.113 Michel Portal (clarinette), Gérard Caussé (alto) Boris Pergamenschikow (violoncelle)	EMI CD 758242
- Alexandre Scriabine Sixième Sonate op.62	Masques op.63, no 1 Étrangeté op.63, no 2, Septième Sonate op.64 Calliope CAL1528 réédition remastérisée 2016
- Alexandre Scriabine Trois Études op.65,Sonate no 8, Deux Préludes op.67, Sonate no 9, Deux Poèmes op.69, Sonate no 10, Deux Poèmes op.71, Vers la flamme, Deux Danses op.73, Cinq Préludes Op.74 Calliope  CAL1528 réédition remastérisée 2016
- Igor Stravinsky Petrouchka, scènes burlesques en quatre tableaux EMI CD 556731 (transcriptions Igor Stravinsky et Mikhail Rudy)
- Serge Prokofiev Romeo et Juliette, Dix pièces pour piano op.75
- Karol Szymanowski	Œuvres pour piano 12 Études, op. 33 Métapes, op. 29 Masques, op. 34, 3 Mazurkas, op. 50, 2 Mazurkas, op. 62 EMI CD 5553902
- Piotr Ilitch Tchaïkovski Concerto pour piano no. 1 op.23	EMI CD 4895792 Orchestre Philharmonique de Saint-Petersburg Mariss Jansons (direction)
- Richard Wagner Transcriptions et œuvres originales pour piano	EMI CD 7243 5
- Double dream, Improvisations sur J.S. Bach, Chopin, Debussy, Mozart, Schumann… avec Misha Alperin	(EMI CD & DVD)
- Le Piano romantique, coffret de 5 CD, réédition de ses enregistrements chez EMI

## Distinctions
- Chevalier des Arts et des Lettres